# Ilarie Voronca
Ilarie Voronca, właściwie Eduard Marcus (ur. 31 grudnia 1903 w Brăila, zm. 8 kwietnia 1946 w Paryżu) – rumuński poeta pochodzenia żydowskiego; przedstawiciel europejskiej awangardy literackiej.

## Dzieła

### W języku rumuńskim
- Restriști (1923)
- Ulise (1928)
- Plante și animale (1929)
- Brățara nopților (1929)
- Zodiac (1930)
- Invitație la bal (1931)
- Incantații (1931)
- Patmos și alte șase poeme (1933)
- Poeme alese (1972)
- Interviul; Unsprezece povestiri (1989)
- A doua lumină: proze (1996)

### W języku francuskim
- Colomba (1927)
- Poèmes parmi les hommes (1934)
- Patmos (1934)
- Permis de séjour (1935)
- La joie est pour l’homme (1936)
- La poésie commune (1936)
- Pater Noster (1937)
- Amitié des choses (1937)
- Oisiveté (1938)
- Le marchand de quatre saisons (1938)
- L’Apprenti fantôme (1938)
- Beauté de ce monde (1940)
- Lord Duveen ou l’invisible à la portée de tous (1941, proza)
- La confession d’une âme fausse (1942, proza)
- Les Témoins (1942)
- Arbre (1942)
- La clé des réalités (1944, proza)
- L’interview (1944, proza)
- Henrika (1945, powieść)
- Souvenirs de la planète terre (1945, powieść)
- Contre-solitude (1946)
- Onze récits (1968)
- Mais rien n’obscurcira la beauté de ce monde (2000)
- Perméables (2005, proza)